# 콜체스터
콜체스터(영어: Colchester)는 영국 잉글랜드 남동부 에식스주의 도시이다.

## 역사
고대에 켈트족이 정착했으며 로마 제국에 정복된 뒤에는 카물로두눔(Camulodunum)이라는 도시가 건설되었다. 색슨인의 정복 이후에 파괴되었지만 중세 시대에 재건되었고 1189년에는 잉글랜드의 리처드 3세 국왕에 의해 도시 특권을 부여받았다.
1550년부터 1600년 사이에 플란데런에서 온 방직업자, 복식 장인들이 콜체스터로 이주하면서 의류 산업이 발전했다. 잉글랜드 내전이 진행 중이던 1648년에는 왕당파 군대에 점령되기도 했다. 빅토리아 여왕 시대에는 화려한 건축 양식으로 널리 알려졌다. 1884년에 일어난 규모 4.7의 지진으로 한동안 파괴되기도 했지만 점차 재건되었다.

## 경제
콜체스터는 1865년에 영국의 디젤 엔진 회사인 팩스먼 디젤(Paxman diesels)이 설립된 곳이다.

## 기후
| 콜체스의 기후                                                                             | 콜체스의 기후 | 콜체스의 기후 | 콜체스의 기후 | 콜체스의 기후 | 콜체스의 기후 | 콜체스의 기후 | 콜체스의 기후 | 콜체스의 기후 | 콜체스의 기후 | 콜체스의 기후 | 콜체스의 기후 | 콜체스의 기후 | 콜체스의 기후 |
| 월                                                                                        | 1월           | 2월           | 3월           | 4월           | 5월           | 6월           | 7월           | 8월           | 9월           | 10월          | 11월          | 12월          | 연간          |
| ----------------------------------------------------------------------------------------- | ------------- | ------------- | ------------- | ------------- | ------------- | ------------- | ------------- | ------------- | ------------- | ------------- | ------------- | ------------- | ------------- |
| 일평균 최고 기온 °C (°F)                                                                  | 7.0 (44.6)    | 7.7 (45.9)    | 10.9 (51.6)   | 14.2 (57.6)   | 18 (64)       | 20.6 (69.1)   | 23.4 (74.1)   | 23.3 (73.9)   | 19.9 (67.8)   | 15 (59)       | 10.3 (50.5)   | 7.4 (45.3)    | 14.8 (58.6)   |
| 일평균 최저 기온 °C (°F)                                                                  | 2.0 (35.6)    | 1.7 (35.1)    | 3.3 (37.9)    | 4.7 (40.5)    | 7.7 (45.9)    | 10.7 (51.3)   | 13.2 (55.8)   | 13.0 (55.4)   | 10.9 (51.6)   | 8.1 (46.6)    | 4.8 (40.6)    | 2.7 (36.9)    | 6.9 (44.4)    |
| 평균 강수량 mm (인치)                                                                     | 53 (2.1)      | 44 (1.7)      | 44 (1.7)      | 44 (1.7)      | 52 (2.0)      | 54 (2.1)      | 48 (1.9)      | 57 (2.2)      | 52 (2.0)      | 70 (2.8)      | 62 (2.4)      | 57 (2.2)      | 635 (25.0)    |
| 출처: 1981–2010 estimated average (records began in 1988) for COL station Colchester NE 2 |               |               |               |               |               |               |               |               |               |               |               |               |               |

## 같이 보기
- 콜체스터구
- 제2차 세계 대전 기간 영국의 군사사